# Proekt
Proekt (en ruso: Проект, lit. 'Proyecto'), también conocido como Agentstvo (Агентство, 'Agencia'), es un medio de comunicación ruso independiente especializado en periodismo de investigación.

## Historia y actividades
Desde 2001, Román Badanin ha trabajado para Gazeta, Forbes, Interfax, RBK y Dozhd como redactor jefe. En 2017, se fue a estudiar periodismo a la Universidad Stanford en Estados Unidos. En 2018, luego de graduarse de sus estudios y regresar a Rusia, decidió dedicarse al periodismo de investigación en el formato de un medio en línea, lo que había hecho anteriormente. El proyecto involucró a sus colegas de Dozhd (María Zhólobova y Mijaíl Rubin), así como a RBK. A julio de 2018, Proekt contaba con 10 empleados y su presupuesto inicial era de 500 000 dólares.
Proekt se especializa en periodismo de investigación. El sitio web del medio publica versiones en texto de las investigaciones, en el canal de YouTube el medio sube documentales y podcasts. Proekt también publica materiales en Telegram, VKontakte, Instagram, Yandex. Zen, Twitter y Facebook, Proekt existe a expensas de las donaciones de sus lectores y patrocinadores.
Desde 2019, tras publicaciones sobre la organización paramilitar rusa Wagner, los periodistas del Proekt han sido vigilados por las autoridades rusas.
En 2020, después de que el periódico The New York Times ganara el Premio Internacional de Reportaje, Proekt dijo que al menos dos artículos de la entrada ganadora plagiaban los hallazgos de los artículos de Proekt, que fueron publicados unos meses.
El 28 de junio de 2021, Proekt anunció que publicaría una investigación sobre la propiedad de los familiares del ministro del Interior ruso, Vladímir Kolokóltsev. Al día siguiente, la policía de Moscú allanó los apartamentos de Román Badanin, subdirector de redacción Mijaíl Rubin y cofundador de Proekt María Zhólobova; la policía también incautó equipo periodístico. Oficialmente, las búsquedas estaban relacionadas con una investigación periodística de 2017 sobre el amigo, empresario y jefe criminal de Putin, Ilyá Tráber. Natalia Zviáguina, directora de la oficina rusa de Amnistía Internacional, dijo que la redada es "parte de una limpieza sistemática de cualquier voz crítica que exponga las malas prácticas de quienes están en el poder en el país".
El 15 de julio de 2021, las autoridades rusas prohibieron Proekt y etiquetaron a cinco de sus periodistas como "agentes extranjeros". Proekt se convirtió en el primer medio de comunicación que ha sido etiquetado como "organización indeseable" en Rusia. Badanin calificó la decisión de las autoridades como el mejor reconocimiento. El jefe del departamento de investigación de Meduza dijo que el motivo de la prohibición fueron las investigaciones de Proekt sobre los altos funcionarios del Kremlin, El periodista ruso Andréi Kolésnikov dijo que la persecución de Proekt es una señal para el resto de los medios: "Mira lo que podemos y compórtate".

## Investigaciones notables
Las primeras investigaciones se dedicaron a diferentes temas. Más tarde, la publicación comenzó a publicar materiales sobre conexiones secretas y actividades comerciales de funcionarios y partidos rusos, esquemas de corrupción de los niveles más altos del gobierno ruso y las grandes empresas, y la presión e influencia del gobierno ruso en los medios y redes sociales. Se publicaron investigaciones sobre las personas que viven en la prestigiosa zona residencial de Rublyovka, los vínculos entre la empresa energética rusa Rosneft y Amaffi, los ingresos del jefe de Chechenia Ramzán Kadýrov y el funcionario ruso Adam Delimjánov, así como un proyecto especial "Máscaras de hierro" dedicado al presidente ruso Vladímir Putin y sus amigos.
El 1 de abril de 2022, Proekt publicó una investigación en la que descubrió que Putin suele ir acompañado de un médico especialista en cáncer de tiroides. El portavoz del Kremlin, Dmitri Peskov, negó que Putin haya sido operado de un cáncer de tiroides.

## Premios
En abril de 2019, el artículo de Proekt "Master and Chef. Cómo Rusia interfirió en las elecciones en veinte países" recibió el premio Redkollegia.
En noviembre de 2019, los periodistas de Proekt recibieron el premio "Periodismo como profesión" en la categoría "Entrevista con imágenes" por un artículo "El hombre detrás del control del Kremlin sobre los medios rusos".
En febrero de 2020, el artículo de Proekt "Carretera a ninguna parte" recibió el premio Redkollegia.
En julio de 2020, el artículo de Proekt "Brothers Ltd. Cómo un representante de un importante líder checheno 'resolvió' disputas comerciales rusas y se fue con millones" recibió el premio Redkollegia.
En agosto de 2020, Proekt recibió los premios Free Media Awards por "su investigación sobre corrupción y abuso de poder" de la alemana ZEIT-Stiftung y la noruega Fritt Ord.